# Contea di Prince
La contea di Prince è una contea dell'Isola del Principe Edoardo, Canada di 44.499 abitanti.

## Suddivisioni
- Città: Summerside (city), Alberton (town), Kensington (town)
- Parrocchie: North, Egmont, Halifax, Richmond, St. David's
- Municipalità: Prince Royalty, Lotto 1, Lotto 2, Lotto 3, Lotto 4, Lotto 5, Lotto 6, Lotto 7, Lotto 8, Lotto 9, Lotto 10, Lotto 11, Lotto 12, Lotto 13, Lotto 14, Lotto 15, Lotto 16, Lotto 17, Lotto 18, Lotto 19, Lotto 25, Lotto 26, Lotto 27, Lotto 28
- Comunità: Abram-Village, Bedeque, Borden-Carleton, Central Bedeque, Ellerslie-Bideford, Elmsdale, Greenmount-Montrose, Kinkora, Lady Slipper, Linkletter, Malpeque Bay, Miminegash, Miscouche, O'Leary, Richmond, Sherbrooke, St. Felix, St. Louis, Tignish, Tignish Shore, Tyne Valley, Wellington
- Riserve indiane: Lennox Island 1